# مارتینس فریمینیس
مارتینس فریمینیس (به انگلیسی: Mārtiņš Freimanis) (زاده ۷ فوریه ۱۹۷۷-درگذشته ۲۷ ژانویه ۲۰۱۱) خواننده اهل لتونی بود.
او نماینده لتونی در مسابقه آواز یوروویژن ۲۰۰۲ بود.